# Corça de Cerineia

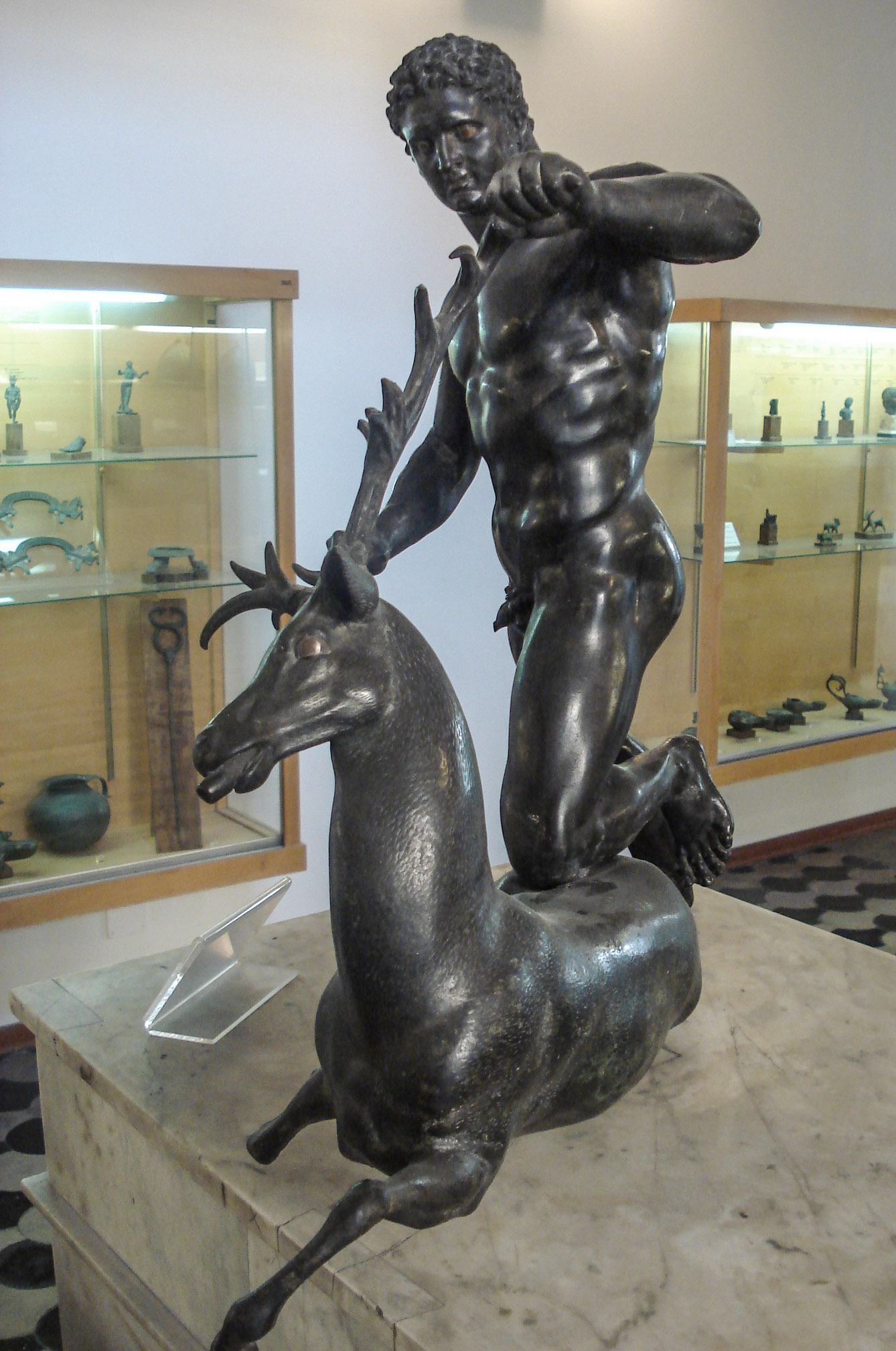
Hércules e a Corça Cerínia. Fonte em bronze romana, séc. I a.C.

A corça de Cerineia (ou Cerineia, ou Cerínia), também conhecida como corça cerinita, era um animal lendário da mitologia grega, com chifres de ouro e pés de bronze, que corria com assombrosa rapidez sem se cansar. Habitava o monte Cerineu, na Arcádia, escondendo-se num templo da deusa Ártemis, a quem era consagrada. Na verdade, a corça era a ninfa Taígete, que, para fugir a perseguição de Zeus foi transformada por Ártemis no magnífico animal.

Em um dos famosos doze trabalhos de Hércules, o rei Euristeu exigiu de Héracles que capturasse o animal. Querendo evitar ferir a corça e desagradar à deusa, Héracles perseguiu-a incansavelmente durante um ano, passando por muitas regiões da Grécia e mesmo além. Finalmente a corça, de volta à Arcádia, procurou refúgio no monte Artemísio. Ainda com Hércules em seu encalço, tentou atravessar o rio Ladão, onde foi alcançada pelo herói. Exausta, foi ferida levemente por uma flecha que ele disparou. Héracles colocou-a nos ombros e levou-a até o reino de Euristeu. No caminho, porém, ao atravessar a Arcádia, Héracles encontrou Ártemis e Apolo, que quiseram tomar o animal que lhes pertencia, acusando-o de sacrilégio. Héracles explicou-lhes que, para expiar a culpa de haver matado seus filhos com Mégara, estava condenado a realizar trabalhos para Euristeu, a quem atribuiu a responsabilidade pelo ocorrido. Desta forma convenceu-os a deixá-lo levar a corça ao palácio do rei, em Micenas, com a condição que este a libertasse assim que a tivesse visto. Além disso o herói ofereceu sacrifícios expiatórios a Ártemis, para apaziguar os resquícios de sua ira.
Em outra versão, Héracles deveria capturar a corça, mas sem machucá-la. Ele a perseguiu durante um ano, até conseguir pegá-la com uma rede, porém ela acabou se ferindo nesta tentativa.
Píndaro apresenta ainda uma outra versão do mito, onde Héracles persegue a corça em direção ao norte, passando pela Ístria até chegar ao país dos Hiperbóreos, nas geladas regiões do Ártico. Lá, Ártemis os acolhe com benevolência.